# أليكون
بلدية أليكون (بالإسبانية: Alicún)‏, هي بلدية تقع في مقاطعة المرية. جنوب شرق إسبانيا. يبلغ عدد سكانها 253 نسمة.

## وصلات خارجية
- (بالإسبانية)